# Thelypteris leprieurii
Thelypteris leprieurii är en kärrbräkenväxtart som först beskrevs av William Jackson Hooker, och fick sitt nu gällande namn av R. M. Tryon. Thelypteris leprieurii ingår i släktet Thelypteris och familjen Thelypteridaceae.

## Underarter
Arten delas in i följande underarter:
- T. l. costalis
- T. l. glandifera
- T. l. incana